# Pommern Bay
Pommern Bay (in der deutschen Kolonialzeit Pommernbucht genannt) ist eine Bucht an der Nordostküste der Madang-Provinz von Papua-Neuguinea an der Bismarcksee.

## Geographie
Das Gebiet der Bucht ist vulkanischen Ursprungs und die Küstenlinie ist von gehobenen Korallenkalken geprägt. Der Ganglau River entwässert in die Bucht.
Die Ufer sind besiedelt und von Plantagenwirtschaft geprägt. Die Siedlung Ganglau liegt an der Küste der Bucht.

## Geschichte
Die Bucht war schon zur deutschen Kolonialzeit bekannt und trug ihren Namen nach der preußischen Provinz.
Bis 1899 war Neuirland Teil des Schutzgebiets der Neuguinea-Kompagnie, zwischen 1899 und 1914 entsprechend Teil der Kolonie Deutsch-Neuguinea.
Während des Zweiten Weltkriegs flogen am 27. Juli 1943 amerikanische B-25 der Fifth Air Force Angriffe gegen japanische Lastkähne in der Pommern Bay.